# Srbija na Olimpijskim igrama 2016.
Srbija je nastupila na Ljetnim olimpijskim igrama u Brazilu 2016. godine.

## Atletika
Muški
- 50 km hodanje - Nenad Filipović, Predrag Filipović, Vladimir Savanović
- Bacanje kugle - Asmir Kolašinac

Žene
- 800 m i 1500 m - Amela Terzić
- Maraton - Olivera Jevtić, Ana Subotić
- Bacanje diska - Dragana Tomašević
- Skok u dalj - Ivana Španović

## Biciklizam
- Cestovna utrka - Ivan Stević

## Hrvanje
Muški
- Grčko-rimski stil 59g - Kristijan Fris
- Grčko-rimski stil 66kg - Davor Štefanek
- Grčko-rimski stil 75g - Viktor Nemeš

## Kajak i kanu

### Sprint
Muški
- K-1 200 m - Marko Dragosavljević
- K-1 1000 m - Dejan Pajić
- K-2 200 m - Nebojša Grujić, Marko Novaković
- K-2 1000 m - Marko Tomićević, Milenko Zorić

Žene
- K-1 200 m - Nikolina Moldovan
- K-2 500 m - Dalma Ružičić-Benedek, Milica Starović
- K-4 500 m - Nikolina Moldovan, Olivera Moldovan, Dalma Ružičić-Benedek, Milica Starović

## Košarka
- Ženska reprezentacija - 12 igračica

## Odbojka
- Ženska reprezentacija - 12 igračica

## Plivanje
Muški
- 100m, 200 m i 400 m slobodno - Velimir Stjepanović
- 100 m i 200 m leđno - Arkady Vyatchanin
- 100 m prsno - Čaba Silađi

Žene
- 400 m mješovito - Anja Crevar

## Streljaštvo
Muški
- Zračna puška 10 m - Stevan Pletikosić, Milutin Stefanović
- МK puška 50 m trostav - Milenko Sebić
- Zračni pištolj 10 m - Dimitrije Grgić
- МK pištolj 50 m - Damir Mikec

Žene
- Zračna puška 10 m - Andrea Arsović, Ivana Maksimović
- Zračni pištolj 10 m - Jasna Šekarić, Bobana Veličković

## Taekwondo
Žene
- 49kg - Tijana Bogdanović
- +67kg - Milica Mandić

## Vaterpolo
- Muška reprezentacija - 13 igrača

## Veslanje
Muški
- Dvojac bez kormilara - Nenad Beđik, Miloš Vasić